# 廣玉
廣玉（穆麟德轉寫：guwangioi；？—？），字桂亭，图们氏，满洲正白旗人。清朝政治人物。

## 生平
繙譯生員出身，乾隆年間，擔任內閣中書、隴西縣知縣。乾隆五十四年，擔任金縣知縣 。次年改皋蘭縣知縣。乾隆五十六年，任蘭州府循化同知，后署涼州府知府。乾隆五十七年，任惠州府知府、肇慶府知府。嘉慶五年，任刑部湖廣司員外郎。次年，升任刑部雲南司郎中。后任山西朔平府知府、太原府知府、冀寧道。嘉慶十四年，任福建按察使。次年改浙江布政使，護理浙江巡撫。赠正一品光祿大夫。著有《盛世良圖記》（張寶繪）（一部自传体木刻图文集，道光五年（1825年）刊本）。

## 家庭
- 父德魁。
- 胞叔德山。其女圖門氏，嫁正蓝旗满洲覺羅氏博清阿；其子道光乙未進士覺羅祥慶，儿媳楚氏（父鑲白旗漢軍、嘉慶丁丑二甲進士繩格，祖父乾隆乙未進士、苏州府知府五泰）。
- 子：《图们氏族谱》记载广玉子多人。长子鹤鸣，配镶白旗满洲乌苏氏礼部尚书达椿兄弟永善之子知府福纶布之女。次子鶴算（号砚畲），禮部主事，著有《心逸轩诗存》（道光十三年（1833年）癸巳科进士杨文定序），与内务府镶黄旗汉军、乾隆六十年（1795年）乙卯恩科进士高鹗好友，有诗歌唱和，配正白旗满洲瓜爾佳氏知府豐延泰之女。三子鶴春，配正白旗汉军周氏世袭云骑尉印务参领周缵烈之女，署广西按察使周廷俊、晚清總管內務府大臣（周）莊山家族。四子鹤春,女一圖們氏嫁正藍旗滿洲、陝西興平縣知縣赫舍里氏三音圖（父福建按察使舒靈阿，胞叔道光壬辰恩科進士舒兴阿 (赫舍里氏)，祖父杭州將軍成明）；女二圖們氏嫁镶白旗满洲、蘇完瓜爾佳氏定保（胞兄兵部左侍郎、鑲黃旗滿洲都統、清末重要将领勝保）。五子鹤龄，配正白旗满洲栋鄂氏知县巴彦岱之女。六子鹤文，娶正黄旗满洲那拉氏，雍正嫡后孝敬宪皇后之弟五格的曾孙女，世袭一等承恩公德禄孙女、山西大同游击署参将祥住（亦祥柱）之女那拉氏。查台湾故宫文献资料处奏折有嘉庆二十年，祥住，四十八岁，山西大同镇游击，原是京城三等侍卫什长外放，是滿洲正黃旗烏爾袞保佐領下人，即世袭公德禄之子，和孝敬宪皇后之弟五格的孙子副都统（那拉）德福同属滿洲正黃旗烏爾袞保佐領下人，台湾故宫人名权威资料显示德保、德禄、德福是兄弟，家族承袭孝敬宪皇后的一等承恩公，后改三等公爵。
- 侄：鹤秀，配正蓝旗四品宗室明敏之女，子一娶宗室奉恩将军乌尔衮泰之女，女一嫁云南按察使普泰；鹤年，配正白旗满洲卓尔佳氏恒柱之女；鹤文,鹤林堂兄弟，元配皆是正黄旗满洲那拉氏，雍正嫡后孝敬宪皇后之弟五格的曾孙女，世袭一等承恩公德禄孙女、山西大同游击署参将祥住（亦祥柱）之女那拉氏，鹤林母满洲正白旗克里氏进士文雅胞姊，鹤林继妻克里氏三河驻防额尔金布女。鹤林之子增保官内阁中书国史馆协修外放神木理事同知，娶进士觉罗普庆之女（进士覺羅祥慶堂弟），侄女觉罗氏嫁大学士裕德。
- 女：长女嫁正白旗满洲舒穆鲁氏江南道監察御史宗賡。次女嫁镶白旗蒙古世袭恩骑尉松林。三女圖門氏，嫁宗室訥爾和春（先祖敬謹親王蘭布）；其子宗室濯麟，妻董鄂氏（父正黄旗满州瑞林，母鈕祜祿氏（父鑲紅旗滿洲、戶部尚書景安）；祖父乾隆四十六年進士玉保，祖伯父乾隆三十七年（1772年）壬辰科进士鐵保）。
- 孫青麟，道光進士、官至湖北巡撫，一品光禄大夫。肇麟（字治庭）,掌陝西道監察御史,妻張氏（父鑲黃旗漢軍、三等男、雲南臨元鎮總兵張玉龍，袭六世祖張大猷三等男爵）。金麟，娶正蓝旗他塔喇氏秀堃堂弟贵州按察使太常寺卿衔福连之女。徵麟（鹤鸣之子），其女嫁肃亲王永錫孙子宗室锐庄之子麒兆为继室，光绪二十六年庚子国变殉难，麒兆元配傅森 (军机大臣)子英麟之女鈕祜祿氏。增保（鹤林之子），官内阁中书国史馆协修外放神木理事同知，娶进士觉罗普庆之女（进士觉罗祥庆堂弟），侄女觉罗氏嫁大学士裕德。增保在同治回乱阵亡，由世姻正白旗佟佳氏松寿(字鹤龄)抚柩送回京，该图们氏家族和正白旗佟佳氏联姻较多。肇麟孙女嫁正白旗佟佳氏云南总兵国世春之孙善庆。
- 曾孫女：圖門氏，嫁正蓝旗满洲他塔喇氏靈浩；其父毓量，祖父嘉庆六年（1801年）进士秀堃，胞姊他塔喇氏嫁镶白旗满洲、咸丰壬子（1852）科举人彥佳氏玉瓚（其胞叔道光二十年庚子（1840）联捷进士敬和），堂姊他塔喇氏嫁正蓝旗汉军、光緒二年（1876）恩科進士胡俊章。
- 玄孫：惠陵總司監督延昌，妻镶蓝旗富察氏明善（字韫田）之侄直隸霸昌道庆约（庆岳）女，昌宜泰孙女，为进士吉達善、吉年母亲家。。延昌纳妾李氏。李氏的妹妹嫁镶蓝旗满洲赫舍里氏恩玉（父湖北按察使、世袭骑都尉多山，母額勒圖特氏；胞叔道光戊戌科進士如山，姑母赫舍里氏封道光帝之常妃 (道光帝)，李氏延昌女儿为做媒大臣英和的玄孙。延昌师惠林(字杏田)，和同旗喜塔腊氏将军庆裕、正黄旗納蘭成德後裔副都統容山為兒女姻親 （延昌女曾嫁广西巡抚庆裕子，延昌子崇雯(崇翰池)娶正黄旗满洲那拉氏，原任正蓝旗汉军副都统副都统容山次女,崇雯和那拉氏同庚，生于光绪五年，见《崇瀚池年谱》。）崇雯民国改名万开雯，辛亥革命后赴东北任奉吉黑电政监督处收发管卷员，后历任公主岭、铁龄、长春农安电报局局长。1922年获交通部署总长高恩洪颁发本部二等三级奖章。九一八事变后，他重返北京。1933年，北平市府命令:市长周大文府令:委任万开雯为本府财政局科员此令，为北平财政局第一科科员。三十年代，万开雯和容山次女家住北京府右街饽饽房十七号。生有子女九人，至少五人存世，子有万庠之、万序之、万荫之、女有万庭之、万庚之。延昌曾由其叔曾祖鹤文抚育，延昌父宝善病卒于亲戚家胜保军营。延昌曾先后课教在满洲贵族家，如教授觉罗宝兴的孙子即钟禄之子和秀堃之孙灵汉的弟弟灵浩。延昌幼子崇霁，民国改名万开霁。